# Luisita Aguilera Patiño
Luisita Aguilera Patiño (Antón, Coclé; 19 de agosto de 1914-2010) fue una escritora y docente panameña.

## Biografía
Luisa V. Aguilera Patiño nació en el distrito de Antón (Coclé, Panamá) en 1914. Fue profesora y escritora. Comenzó a estudiar en su país de origen, pero realizó los estudios superiores en Chile, doctorándose en Filosofía, con mención en Filología, en la Universidad de Chile. Después enseñó lengua y literatura en la Universidad de Panamá. Luisa V. Aguilera Patiño ha desempeñado cargos diplomáticos en Buenos Aires, Montevideo y Santiago de Chile. Entre sus obras destacan Leyendas panameñas (1949), donde se adentra en las tradiciones folclóricas, y Leyendas y tradiciones panameñas (1952), en las que toma como hilo conductor los infortunios amorosos para contar historias que forman parte de la tradición popular, así como El secreto de Antaura (1953), obra que ganó el tercer premio del concurso Ricardo Miró, en la que quiso dirigirse a los más jóvenes, a partir de una trama que nos acerca a la época indígena. 

## Sus estudios
Hizo sus estudios primarios y secundarios en su país natal y los universitarios, en la Universidad de Chile, donde obtuvo el doctorado en filosofía con mención en filología. Fue alumna de escritores de nota como Mariano Latorre y Ricardo Latcham. A su regreso al Istmo impartió clases de lengua y literatura españolas.

## Su tesis de graduación en Chile
El panameño visto a través de su lenguaje (1947), ha merecido calurosos elogios de crítica nacional y extranjera, pero a las disciplinas filológicas resueltas en su libro, ella ha agregado la atinada investigación de las leyendas panameñas que expresa sobriamente y reconstruye con toda galanura.

## Otras obras
El secreto de Antatura; Panamá la Vieja; Leyendas panameñas; Refranes panameños: Contribución a la paremiología; Tradiciones y leyendas panameñas; El folklore panameño en función de las teorías. En 1953, publicó El secreto de Antatura, novela ganadora del tercer premio del Concurso Ricardo Miró (1949) en la que trata la historia del guerrero indígena París. (Tomado de: Pérez de Zárate, Dora. Folclore panameño / Dora Pérez de Zárate, Luisita Aguilera. -- Panamá: Santafé de Bogotá, D. C.: Ministerio de Educación: Educar Editores, año 1999.